# Khinalug
Khinalug (en azerí: Xınalıq) - aldea en la región Quba de Azerbaiyán, que está situado en la altura 2100-2200 sobre el nivel del mar del río Kudialchay. Actualmente en Khinalug viven alrededor de 2 mil personas.

## Historia
La población de Khinalug es descendiente de población de Albania Caucásica antigua. Los primeros datos sobre los se refiere al siglo XVIII. Hasta el siglo XIX Khinalug formó un parte del khanato Shirvan, desde la segunda mitad del siglo XIX - khanato Quba.
El nombre “Khinalug” no guarda ninguna relación con la historia antigua de aldea. Según una de las versiones el nombre tiene relación con la montaña, que está situada en frente de aldea, las rocas de la que del color roja - color de henna (khna). El nombre “Khinalug” se utiliza desde 50-60 años del siglo XIX.  

## Lenguaje
La población habla khinalug (ketsch en lengua local), un idioma nativo de esa región que pertenece al grupo lezghi. de la familia de lenguas caucásicas nororientales. o ibero-caucasiana. La lengua no tiene dialectos diferentes.
En 2007 en aldea Khinalug en la sesión de la Comisión del alfabeto de lengua de Khinalug fue adoptado el alfabeto en la base de Alfabeto latino.
| A a   | B b   | C c | Cc cc | C' c' | Ç ç   | Çç çç | Ç' ç' | Ə ə | F f | G g | Gh gh | Ğ ğ | H h   | Hh hh | İ i |
| I ı   | J j   | K k | Kk kk | K' k' | Kh kh | Kx kx | L l   | M m | N n | O o | Ö ö   | P p | Pp pp | P' p' | Q q |
| Qq qq | Q' q' | R r | S s   | Ş ş   | T t   | Tt tt | T' t' | U u | Ü ü | V v | X x   | Y y | Z z   | Z̧ z̧   | ʕ   |

Pero en 2013 según las investigaciones de fonética de lengua fue elaborada nueva versión del alfabeto de lengua de Khinalug.
| A a | B b | C c | Ç ç | Ĉ ĉ | Ċ ċ | D d | E e | Ə ə | F f |
| G g | Ğ ğ | Ĝ ĝ | H h | Ĥ ĥ | Ḣ ḣ | X x | X̂ x̂ | I ı | İ i |
| J j | K k | K̂ k̂ | K̇ k̇ | Q q | Q̂ q̂ | Q̇ q̇ | L l | M m | N n |
| O o | Ö ö | P p | P̂ p̂ | Ṗ ṗ | R r | S s | Ŝ ŝ | Ş ş | T t |
| T̂ t̂ | Ṫ ṫ | U u | Ü ü | V v | Y y | Z z | Ẑ ẑ | Ż ż |     |

## Clima
La temperatura mediana en julio +12 grados. La temperatura media mensual de enero - −14. Mínimo absoluto - −41 grados.

## Educación
Actualmente en Khinalug se funciona la escuela-internado, construido por el Ministerio de Educación de República de Azerbaiyán en 2008. La escuela está destinada a 300 alumnos y tiene dormitorio a 50 alumnos.

## Cultura
Khinalug entra en la lista de los monumentos históricos de UNESCO, que tienen la importancia mundial. Es también el museo en el aire libre.
Por el decreto del Presidente de la República de Azerbaiyán Ilham Aliyev desde 19 de diciembre de 2007, que fue afirmado el 19 de diciembre de 2008 el territorio histórico de aldea Khinalug fue declarado como reserva historicoarquitectónico y etnográfico “Khinalug”.
La reserva está bajo la dirección del Ministerio de Cultura de la República de Azerbaiyán.

### Arquitectura
Según la decisión, adoptada por el Gabinete de los Ministros de la República de Azerbaiyán, el 2 de agosto de 2001 Khinalug fue incluido a la lista de los “Monumentos históricos y culturales de la importancia mundial”.  En 2008 Khinalug fue incluido a la lista del Fondo Mundial de los Monumentos como “monumento histórico de la importancia mundial, que está bajo la supervisión”.
Todos monumentos históricos, culturales, arqueológicos, etnográficos, numismáticos u otros que están situados en el territorio de aldea están bajo la protección del estado.
Museo histórico-etnográfico de aldea Khinalug
Fundador del museo es habitante de aldea Khalil Rakhman Djabbarov. Por su iniciativa y con el apoyo de población en 2001 fue fundado el Museo histórico-etnográfico de aldea.
En el museo se presentan  las piezas antiguos, que relacionan con la historia de aldea. Entre ellos se puede encontrar los documentos, también objetos de la vida urbana y arte. Visualmente el museo recuerda el castillo antiguo pequeño, construido de piedra natural.
Museo consta de 2 salas y tiene la superficie total de 160 metros cuadrados.

## Religión
Hasta islam la población de Khinalug fue adorador de fuego. En oeste del Khinalug, en la altura 3000 metros sobre el nivel del mar se encuentra ateshgah más alto en el mundo - Templo del fuego con llama natural.  El templo fue recuperado en lugar de las ruinas con el apoyo de la Organización Mundial de Zoroastrismo y Ministerio de Cultura de República de Azerbaiyán en 2016.
Adopción de islam está fechada el siglo XII. Actialmente en aldea se funcionan 7 mezquitas. La primera mezquita en aldea Khinalig “Mezquita Djuma” apareció en el siglo XII y fue construido por Abu Muslim. Además, aquí hay mezquitas de Sheykh Shalbuz, Sheykh Israfil baba, Khidir Nabi, Mokhudj baba u otros.